# Pulsar

Vyobrazení gamma záření emitovaného z pulsaru v Krabí mlhovině.

Pulsar je rotující neutronová hvězda, která ve směru svých magnetických pólů vyzařuje elektromagnetické záření. Intenzita záření se pro vzdáleného pozorovatele pravidelně mění, odtud její označení zkrácením anglického pulsing star, pulzující hvězda. Jedná se o takzvaný majákový efekt. Pulsary mají využití při studiu vesmíru i ve fyzice při ověřování platnosti obecné relativity.
Werner Becker z Max-Planck-Institut für extraterrestrische Physik řekl v roce 2006: „Teorie o tom, jak pulsary vyzařují svoji radiaci, je stále v počátcích, a to už po čtyřiceti letech práce… Existuje mnoho modelů, ale žádná přijatá teorie. … Teprve poslední poznatky nám umožňují vytvoření přesnější představy o vyzařování neutronových hvězd.“

## Objev

Animace rotující neutronové hvězdy

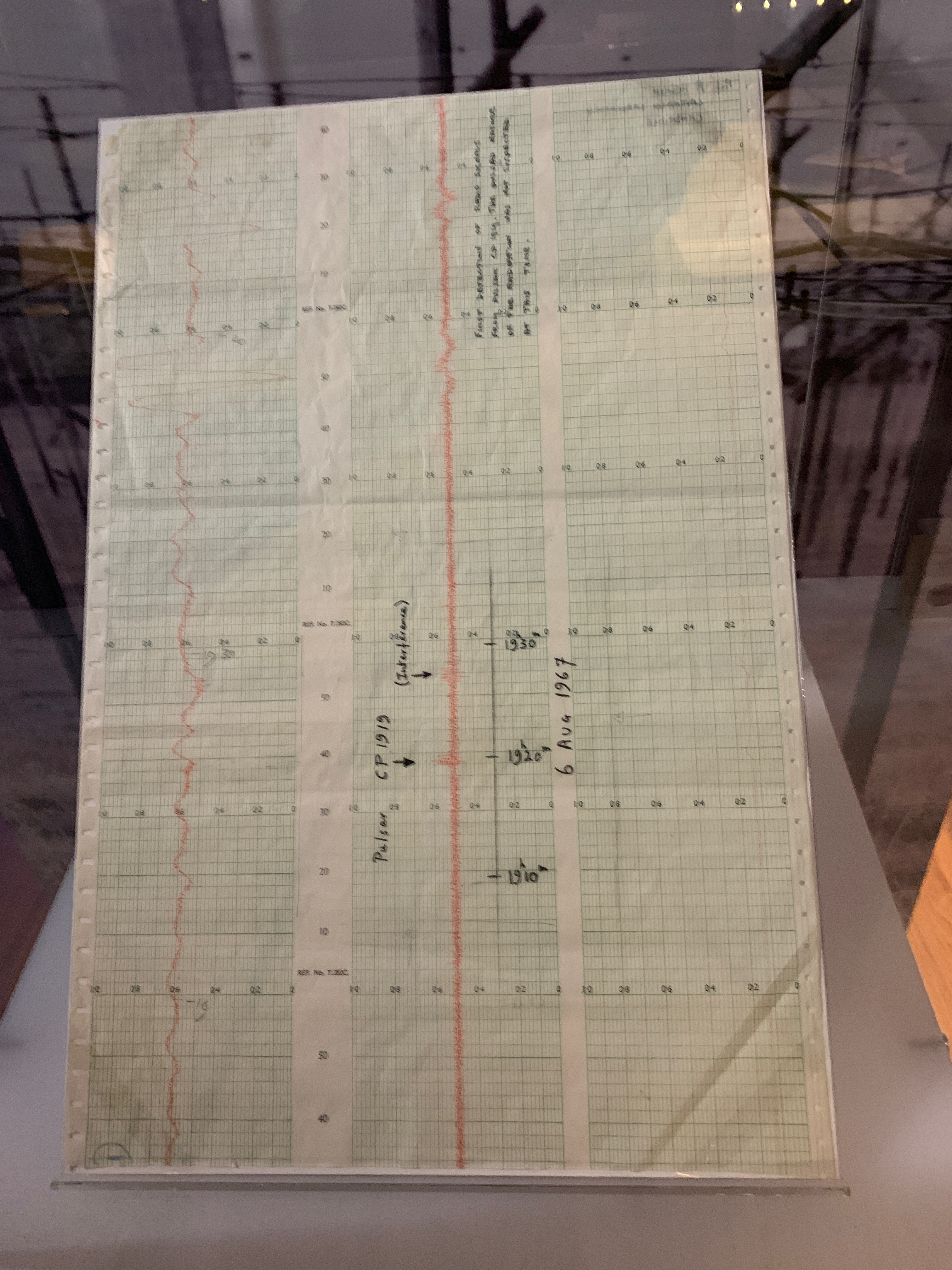
Záznam radiového signálu prvního objeveného pulsaru, později označeného PSR B1919+21

První pulsar objevili v roce 1967 Jocelyn Bellová Burnellová a Antony Hewish z Univerzity v Cambridgi. Protože byli původně popletení nepřirozeně pravidelným vyzařováním pulsaru, nazvali svůj objev LGM-1 (jako little green men = malí zelení mužíčci); později pulsar nazvali PSR 1919+21. Slovo pulsar je složenina z „pulsating star“ (pulzující hvězda) a poprvé se objevilo v roce 1968:
Úplně nový druh hvězdy… začala zářit loni 6. srpna a… astronomové jí začali říkat LGM. Teď… se myslí, že je to typ hvězdy mezi bílým trpaslíkem a neutronovou hvězdou. Slovo pulsar se pro ni prostě hodí… Dr. A. Hewish… mi včera řekl:[ujasnit] „…Jsem si jistý, že se dnes každý radioteleskop dívá na pulsary.“

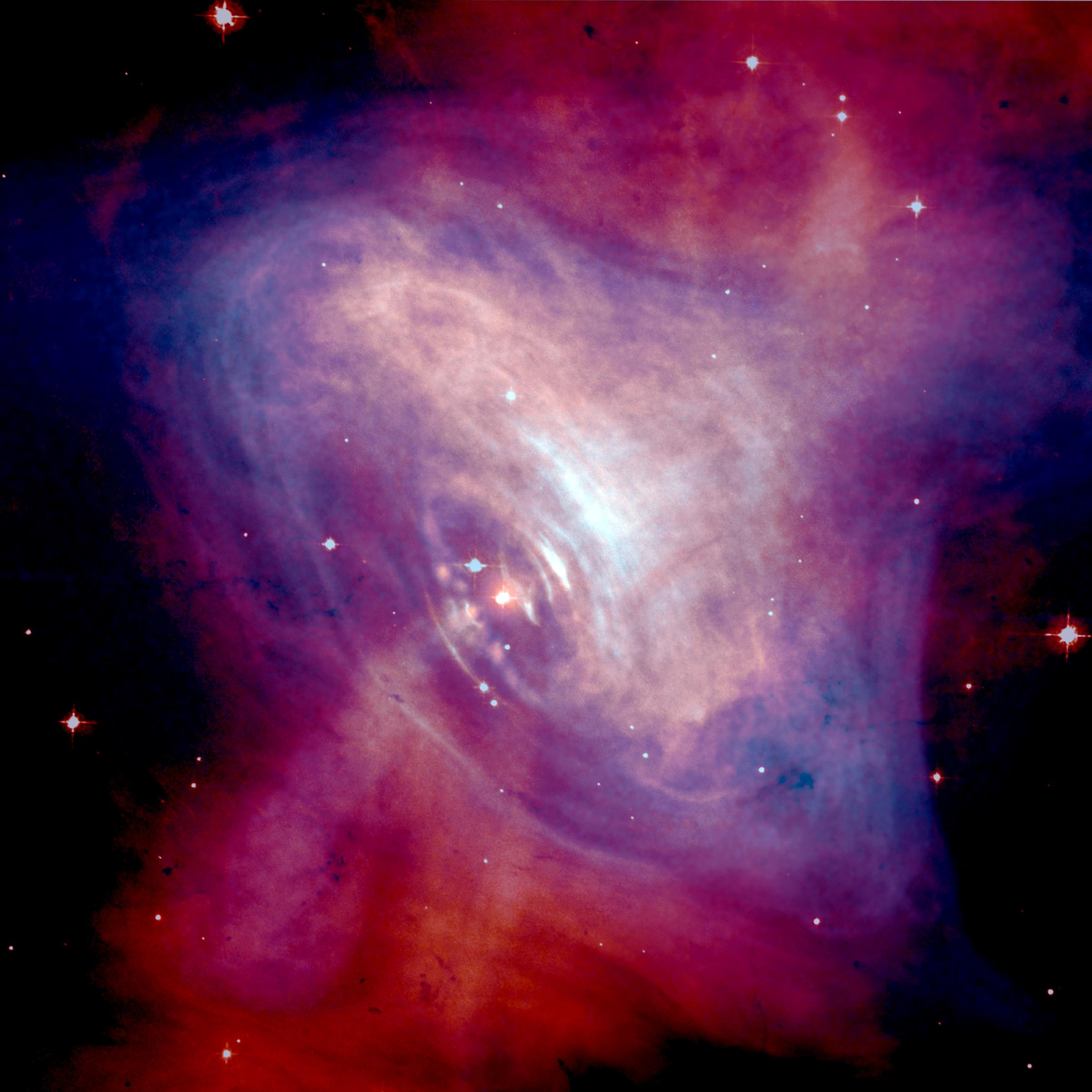
Složený opticko-rentgenový snímek pulsaru Krabí mlhoviny, ukazuje plyny z mlhoviny roztáčené magnetickým polem pulsaru a radiací

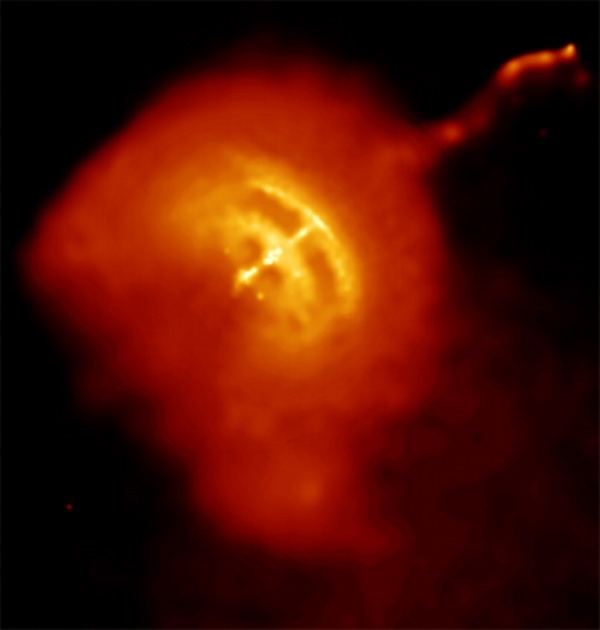
Pulsar Vela, pozůstatek neutronové hvězdy, která zbyla po obřím výbuchu supernovy, prolétá vesmírem poháněná energií tryskající z jednoho z jejích pólů

Astrofyzik Peter A. Sturrock píše, že „když byly poprvé objeveny pravidelné radiové signály z pulsarů, vědci z Cambridge vážně uvažovali, že mohou být od mimozemské civilizace. Projednali tuto možnost a rozhodli se, že jestli je to pravda, tak to nesmí pustit na veřejnost bez vědomí vyšších autorit. Dokonce se zvažovalo, jestli není v nejlepším zájmu lidstva zničit důkazy a na všechno zapomenout!“[zdroj?]
CP 1919 vyzařuje rádiové vlny, ale později se zjistilo, že vyzařují také rentgenové nebo gamma paprsky nebo také oboje dohromady. Antony Hewish obdržel v roce 1974 Nobelovu cenu za fyziku za tento objev a s tím spojené práce z oblasti radioastronomie.

### Poruchy a kolísání
Pulsy však nejsou přesně pravidelné. Existují náhlé skokové poruchy (anglicky glitch) v periodách rotace pulsarů. V červnu 2006 astronom John Middleditch a jeho tým zveřejnili první předpověď poruch s daty napozorovanými z Rossi X-ray Timing Explorer. Použili měření pulsaru PSR J0537-6910. Kromě toho existuje i kolísání (anglicky wobble). Ukazuje se ale, že vysvětlení těchto jevů si vzájemně odporují.

## Druhy pulsarů
Astronomové dnes rozlišují tři druhy pulsarů a to podle energie, která pohání radiaci:
- Rotací poháněné pulsary, kde ztráta rotační energie hvězdy pohání radiaci.
- Pulsary poháněné přírůstkem hmoty (to platí pro většinu, ale ne všechny, rentgenové pulsary), kde gravitační energie z přirůstající hmoty je zdrojem energie (a produkuje rentgenové záření pozorovatelné ze Země).
- Magnetary, kde radiaci pohání rozklad extrémně silného magnetického pole.

I když se ve všech třech případech jedná o neutronové hvězdy, jejich pozorovatelné chování a fyzikální základ se dost liší. Přesto mají určitá spojení. Například rentgenové pulsary jsou pravděpodobně staré rotační pulsary, které už ztratily většinu energie a jsou viditelné jen poté co jejich společník (dvojhvězda) naroste a začne předávat svou hmotu neutronové hvězdě. Proces narůstání může zase předat dostatek úhlové rychlosti neutronové hvězdě a ta ji začne „recyklovat“ jako rotací poháněný milisekundový pulsar.

## Využití
Studium pulsarů se uplatnilo ve fyzice a astronomii. Mezi hlavní výsledky se řadí potvrzení existence gravitačních vln tak, jak je předpověděla obecná teorie relativity a první objevení planetárního systému mimo naši soustavu.

## Významné pulsary
- První rádiový pulsar, CP1919 (teď známý jako CP1919+21) s pulsační periodou 1,337 sekundy a délkou pulsu 0,04 sekundy, byl objeven v roce 1967
- První dvojitý pulsar, PSR 1913+16, potvrdil obecnou teorii relativity a dokázal existenci gravitačních vln.
- První milisekundový pulsar, PSR B1937+21
- První rentgenový pulsar, Cen X-3
- První přírůstkový milisekundový pulsar, SAX J1808,4-3658
- První pulsar s planetami, PSR B1257+12
- První dvojitý pulsar, PSR J0737-3039
- Magnetar SGR 1806-20 vytvořil největší výbuch energie zaznamenaný v Galaxii[5] 27. prosince 2004
- PSR B1931+24 "… vypadá jako normální pulsar asi týden a pak se najednou vypne asi na měsíc, než zase začne vyzařovat energii… tento pulsar se zpomaluje rychleji, když je zapnutý, než když nefunguje… brzdící mechanismus musí být nějak spojený s radiovými emisemi a proces, který je vytváří a také dodatečné brzdění se dá vysvětlit větrem částic, který opouští magnetosféru pulsaru a odnáší rotační energii.[6]
- PSR J1748-2446ad, je při 716 Hz nejrychleji se točícím známým pulsarem.
- PRS J2144-3933, nejpomalejší známý pulsar, perioda 8,51 s[7]

## Poloha určená pulsary
V roce 1972 a 1973 byly vypuštěny americké planetární sondy Pioneer 10 a Pioneer 11, které nesou na palubě pozlacenou hliníkovou destičku, poselství pro případné mimozemské civilizace, kterou navrhl Carl Sagan. Každá z destiček zobrazuje polohu Země v Galaxii vzhledem ke čtrnácti pulsarům. Spojnice jednotlivých pulsarů s výchozím bodem vyjadřují (ve dvojkové soustavě) počet kmitů záření neutrálního vodíku na jeden kmit pulsaru v době startu. Délka čar představuje relativní vzdálenosti pulsarů od Slunce. Protože frekvence pulsarů s časem pravidelně klesá, je možné vypočítat čas startu sondy s přesností přibližně sto let.